# Карадаг (Бурса)
Карадаг (тур. Karadağ) — низкий горный хребет на побережье Мраморного моря в западной части Турции, в илах Балыкесир и Бурса, юго-восточнее полуострова Капыдагы, восточнее города Бандырма, севернее города Караджабей, северо-западнее озера Улубат и северо-восточнее озера Куш. Высочайшая вершина — Каратепе высотой 833 метра над уровнем моря. Хребет на востоке пересекает река Симав (Коджасу).
Топонимы Карадаг, Каратепе являются тюркскими. Тюркоязычные племена передвигались в Малую Азию из Средней Азии с IX века, возможно проникли задолго до IX века. Ороним, в составе которого содержится термин «кара», означает что объект является самым крупным среди подобных форм рельефа данной местности.